# اعتلال عظمي غضروفي
الاعتلال العظمي الغضروفي (بالإنجليزية: Osteochondropathy)‏ يشير إلى مرض العظم أو الغضروف أو كليهما.
ويكثر استعمال هذا المصطلح للإشارة إلى واحدة من الحالات التالية:
- اعتلال غضروفي «مرض الغضروف».
- اعتلال عظمي ويسمى أيضا «مرض العظم»، ولكن لأن مصطلح طب العظام غالبا ما يستخدم لوصف الرعاية الصحية فإن استخدام هذا المصطلح يمكن أن يسبب بعض الارتباك.